# CUSUM
În controlul statistic al proceselor, CUSUM (sau diagrama de sumă cumulativă) este o tehnică de analiză secvențială dezvoltată de E.S. Page de la Universitatea din Cambridge. Aceasta este de obicei folosită pentru monitorizarea și detectarea schimbărilor. CUSUM a fost publicată în jurnalul Biometrika⁠(d), în 1954, la câțiva ani după publicarea algoritmului SPRT⁠(d) de către Wald.
Page menționa un „număr de calitate” {\displaystyle \theta }{\displaystyle \theta }{\displaystyle \theta }, care reprezenta un parametru al distribuției de probabilitate, de exemplu, media. El a conceput CUSUM ca o metodă de determinare a modificărilor din punctul de vedere al acestui număr{\displaystyle \theta } și a propus un criteriu pentru a decide când sunt necesare măsuri corective. Atunci când metoda CUSUM este aplicată modificărilor mediei, poate fi utilizată pentru detectarea salturilor într-o serie temporală. 
Câțiva ani mai târziu, George Alfred Barnard⁠(d) a dezvoltat o metodă de vizualizare, diagrama măștilor în V, pentru a detecta atât creșteri, cât și scăderi în {\displaystyle \theta }.

## Metodă
După cum sugerează și numele, CUSUM presupune cumularea sumei (ceea ce o face „secvențială”). Observațiilor dintr-un proces {\displaystyle x_{n}} le sunt atribuite ponderi {\displaystyle \omega _{n}}și sunt însumate după cum urmează:
{\displaystyle S_{0}=0}
{\displaystyle S_{n+1}=\max(0,S_{n}+x_{n}-\omega _{n})}
Atunci când valoarea S depășește o anumită valoare de prag, se consideră că a fost identificată o schimbare. Formula de mai sus detectează doar modificări în direcție pozitivă. Când trebuie identificate schimbări negative, în loc de operațiunea max trebuie să fie folosită operațiunea min, iar de această dată o schimbare este identificată atunci când valoarea S este sub valoarea (posibil negativă) de prag.
Page nu a menționat în mod explicit că {\displaystyle \omega } reprezintă funcția de probabilitate, dar aceasta este interpretarea utilizată.

## Exemplu
Următorul exemplu ilustrează 20 de observații dintr-un proces cu o valoare medie a X egală cu 0 și o deviație standard de 0,5. Se poate observa că valoarea lui Z nu este mai mare decât 3, deci alte diagrame de control nu ar trebui să fi detectat o schimbare, în timp ce folosind Cusum 17 arată valoarea de SH este mai mare decât 4.
| Coloană               | Descriere |
| --------------------- | --- |
| {\displaystyle X}     | Observațiile procesului cu media {\displaystyle {\bar {x}}}=0 și deviație standard {\displaystyle \sigma _{X}}=0.5                                    |
| {\displaystyle Z}     | Obervațiile normalizate, adică centrate în jurul mediei și scalate cu deviația standard {\displaystyle Z_{n}={\frac {X_{n}-{\bar {x}}}{\sigma _{X}}}} |
| {\displaystyle S_{H}} | Valoarea CUSUM pozitivă, care detectează o anomalie pozitivă, {\displaystyle {S_{H}}_{n+1}=\max(0,{S_{H}}_{n}+Z_{n}-\omega )}                         |
| {\displaystyle S_{L}} | Valoarea CUSUM negativă, care detectează o anomalie negativă, {\displaystyle {S_{L}}_{n+1}=\max(0,{S_{L}}_{n}-Z_{n}-\omega )}                         |